# Racek magellanský
Racek magellanský (Leucophaeus scoresbii) je
středně velkým jihoamerickým druhem racka ze rodu Leucophaeus.

## Popis
Dospělí ptáci ve svatebním šatu mají bílou až světle šedou hlavu a tělo, černošedý hřbet a křídla (ta s bílým zadním okrajem) a bílý ocas. Nohy a zobák jsou červené. V prostém šatu má šedou hlavu a tmavou pásku na špičce zobáku. Mladí ptáci mají hlavu, hřbet a křídla zbarvená dohněda, ocas je bílý s černou koncovou páskou.

## Výskyt

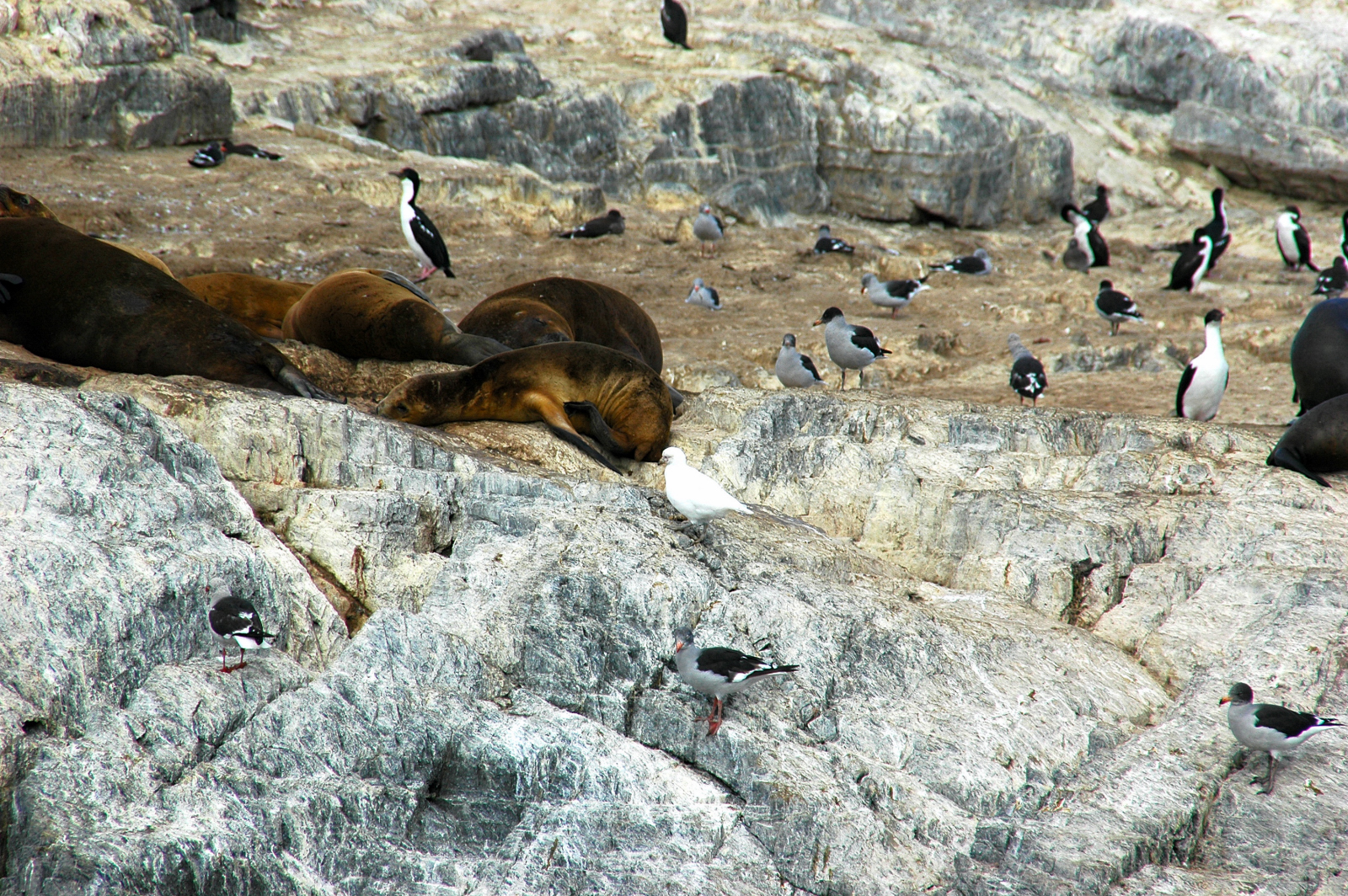
Racci magellanští v různých šatech ve svém přirozeném prostředí

Racek magellanský hnízdí v jižní části Jižní Ameriky, tedy v jižním Chile a Argentině. V zimě se část ptáků rozptyluje na sever po 35 stupeň jižní šířky.